# 南阳知府衙门
南阳知府衙门（通常称为“南阳府衙”或者“南阳府署”）位于河南省南阳市宛城区民主街100号。是元、明、清三代南阳知府的官署。现存房屋150余间，南北长240米，东西宽150米，面积36000平方米，是中国惟一保存完整、规制完备的知府衙门。

## 历史

### 古代史
南阳府衙始建于元代。自秦昭襄王设南阳郡至隋朝以前，南阳皆有郡守（西汉景帝时改称太守）治所，即郡署。金正大三年（1226年）在南阳设申州（刺史治），为州署。元代至元八年（1271年）申州升为南阳府，为府署。但元代修建情况已不可考究。明代的洪武三年（1370年）同知（府佐官）程本初营建了府大堂及属官衙署。明代正统五年（1440年）同知汪重和成化年间的知府陈镒先后分别对府衙进行了大规模的重修。清代先后有辛炳翰等近十位知府参与府衙的重修、扩修。特别是光绪二十三年（1897年），在知府傅凤扬的倡导下，各州县的知县捐俸重修。此次修葺，历时5年，至1901年完工。

### 近代史
民国元年，知县署改称县公署，后又改称县政府；民国2年（1913年），南阳府撤消，府署故址为县公署。民国21年（1932年）秋，南阳设立河南省第六行政区，督察专员公署即设在府署内（与县政府和署），此后，续有增葺改建。中华人民共和国成立后，南阳专员公署驻此，1965年，改为中共南阳地委第三招待所，后又改为家属院。2001年6月被国务院列为全国重点文物保护单位。     

## 历史价值
南阳府衙是秦始皇设置郡县制以来，留下的一个完整的郡级实物标本。现存建筑就是一座历史档案馆，它既是北京故宫的缩影，又是南阳历史文化名城的象征，具有较高的历史、艺术、科学和文化价值。